# پادشاهی لئون
پادشاهی لئون (به اسپانیایی: Kingdom of León) یک پادشاهی سابق که هم‌اکنون بخشی از کشور اسپانیا است که در شبه‌جزیره ایبری واقع شده‌است.این پادشاهی مستقل در منطقه شمال غربی شبه جزیره ایبری واقع شده بود و در سال ۹۱۰ پس از میلاد، زمانی که شاهزادگان مسیحی آستوریاس در امتداد ساحل شمالی شبه جزیره پایتخت خود را از اویدو به شهر لئون منتقل کردند، تأسیس شد. پادشاهان لئون در جنگ‌های داخلی، جنگ‌هایی علیه پادشاهی‌های همسایه، و لشکرکشی‌هایی برای دفع تهاجمات مورها و وایکینگ‌ها شرکت کردند.به طور کلی فرض بر این است که پادشاهی قدیم آستوریاس بین سه پسر آلفونسو سوم آستوریاس تقسیم شده است: گارسیا (لئون)، اوردونو (گالیسیا) و فرولا (آستوریاس)، زیرا هر سه در برکناری پدرشان شرکت داشتند.